# Mary Queen of Scots (pel·lícula de 2018)
Mary Queen of Scots és una pel·lícula de drama històric dirigida per Josie Rourke i escrita per Beau Willimon, basada en la biografia de John Guy: Queen of Scots: The True Life of Mary Stuart. Les actrius principals són Saoirse Ronan com a Maria I d'Escòcia i Margot Robbie com a reina Elisabet I, la seva cosina, i la pel·lícula narra el conflicte del 1569 entre ambdós països. Jack Lowden, Joe Alwyn, David Tennant i Guy Pearce hi interpreten papers secundaris.
Mary Queen of Scots es va estrenar mundialment la nit de clausura de l'AFI Fest el 15 de novembre de 2018, i es va estrenar pel gran públic el 7 de desembre de 2018 als Estats Units i el 18 de gener de 2019 al Regne Unit. La pel·lícula va rebre en general crítiques positives, amb elogis per les interpretacions (concretament de Ronan i Robbie) i pel vestuari, però el guió i les inexactituds històriques van ser criticats. La pel·lícula va rebre tres nominacions als LXXII Premis BAFTA, i dues nominacions al millor vestuari i al millor maquillatge als Premis Oscar de 2018. Robbie va ser nominada al Premi del Sindicat d'Actors de Cinema i al Premi BAFTA a la millor actriu secundària, respectivament.

## Argument
L'any 1561, Maria, reina catòlica d'Escòcia, torna al seu país des de França després de la mort del seu marit per ocupar el tron, on és rebuda pel seu germanastre, el comte de Moray. A la veïna Anglaterra, la seva cosina Elisabet és la reina protestant d'Anglaterra - soltera, sense descendència, i amenaçada perquè Maria reclami el tron. En retornar, acomiada John Knox, un clergue que la percep com un perill a la supremacia protestant del regne, de la cort.
En un intent de debilitar l'amenaça de la seva cosina a la seva sobirania, Elisabet disposa que Maria, que els catòlics anglesos reconeixen com a reina legítima, es casi amb un anglès. Escull Robert Dudley, a qui estima en secret, perquè es declari a Maria. Cap dels dos està disposat a casar-se amb l'altre, però la notícia que Elisabet ha contret la verola la convenç d'acceptar l'oferta - una vegada ha sigut nomenada hereva aparent. Reticent a deixar anar en Dudley, Elisabet envia en secret Lord Darnley a Escòcia sota el pretext de viure sota la seva llibertat religiosa. Malgrat sentir un motiu ulterior per part de Darnley al principi, Maria li va agafant afecte gradualment fins que acaba acceptant la proposta de matrimoni.
El casament imminent de Maria amb Darnley ha causat una crisi constitucional entre els dos regnes: a Anglaterra, la cort recomana a Elisabet oposar-se al matrimoni per por que Darnley, un noble anglès, promogui la reclamació de Maria al tron. A Escòcia, el consell de Maria sospita de Darney i tem una presa de poder anglesa. Ambdós regnes demanen que retorni a Anglaterra, però Maria s'hi nega, i això enrabia Moray, que abandona enfurismat la cort i organitza una rebel·lió contra ella. Darnley es casa amb Maria, i el matí següent se'l troba al llit amb el seu amic David Riccio. Enfrontada al cop d'estat i a la infidelitat, Maria decideix derrotar les forces rebels tret de Riccio i Moray. Demana que Darnley li doni una criatura, que declara com a "hereu d'Escòcia i Anglaterra" - la qual cosa ofen profundament els anglesos.
El comte de Moray conspira amb el pare de Lord Darnley Matthew per a perjudicar Maria escampant rumors sobre l'adulteri de Maria i que el seu fill va ser engendrat per Riccio. Després de sentir aquests rumors, Knox predica vehementment als escocesos que Maria és una adúltera. Tement les acusacions contra Maria i la possibilitat que es descobreixi la seva homosexualitat, Darnley es veu obligat a col·laborar en l'execució de Riccio i assesta el cop definitiu. Maria descobreix la conspiració i accepta perdonar els homes involucrats sempre que li donin proves de la implicació de Darnley. Acaba perdonant Moray i demana a Elisabet que sigui la padrina del seu fill. Elles dues acorden que el fill sigui el presumpte hereu, malgrat l'oposició de la cort anglesa. Maria desterra Darnley, però es nega a divorciar-se'n malgrat que el seu consell li ho havia recomanat. Aleshores el seu consell es posa en contacte amb el seu conseller i protector, el comte de Bothwell, per tal que el mati. La bullanga provocada per la mort de Darnley obliga Maria a anar-se'n i abandonar el seu fill. L'endemà al matí, Bothwell l'informa que el consell ha decidit que es casi amb un escocès i ella hi accedeix amb reserves. Això obliga Knox a predicar als escocesos que Maria és una "meuca" que va fer matar el seu marit, per la qual cosa Moray i la resta de la cort en demanen l'abdicació. Malgrat que s'hi oposa contundentment, Maria acaba abdicant i es veu obligada a escapar a Anglaterra.
Després d'assabentar-se de la seva arribada, Elisabet organitza una reunió clandestina amb Maria, que intercedeix per ajudar a recuperar el tron. Elisabet repudia anar a la guerra en nom dels catòlics, en comptes d'això li promet un exili segur a Anglaterra, sempre que Maria no ajudi els enemics d'Elisabet. Maria li contesta indignada que si ho fa, només ho farà obligada i amenaça que si l'assassina, ella recordaria que "mata la seva pròpia germana i reina". Elisabet ordena que Maria sigui empresonada a Anglaterra,però al final rep proves convincents que indiquen que Maria havia conspirat amb els seus enemics per assassinar-la. Sense tenir cap altra opció, n'acaba ordenant l'execució. Una Elisabet amb remordiments plora Maria, mentre aquesta va cap al cadafal i mostra un vestit vermell brillant. En les seves últimes paraules desitja sort al seu fill Jaume i pau durant el seu regnat.
L'epíleg revela que després de la mort d'Elisabet el 1603, Jaume esdevé el primer monarca a governar tant Escòcia com Anglaterra.

## Repartiment
- Saoirse Ronan com a Maria I d'Escòcia, reina d'Escòcia i cosina d'Elisabet I[3]
- Margot Robbie com a Elisabet I d'Anglaterra, cosina de Maria I d'Escòcia i reina d'Anglaterra i Irlanda[4]
- Guy Pearce com a William Cecil, conseller de la reina Elisabet I[5][6]
- David Tennant com a John Knox, clergue protestant[5]
- Jack Lowden com a Lord Darnley, segon marit de Maria I d'Escòcia[7]
- Joe Alwyn com a Robert Dudley, conseller i amant de la reina Elisabet[8]
- Gemma Chan com a Elizabeth Hardwick, amiga i confident d'Elisabet I i guardiana de Maria I d'Escòcia.[9]
- Martin Compston com a Comte de Bothwell, tercer marit de Maria I d'Escòcia[10]
- Ismael Cruz Córdova com a David Riccio, amic íntim i confident de Maria I d'Escòcia.[11]
- Brendan Coyle com a Matthew Stewart, quart comte de Lennox, pare de Lord Darnley[12]
- Ian Hart com a Lord Maitland[13]
- Adrian Lester com a Lord Randolph[13]
- James McArdle com a Comte de Moray, regent d'Escòcia[14]
- Maria-Victoria Dragus com a Mary Fleming, noble escocesa, amiga de la infantesa i mitja cosina germana de Maria I d'Escòcia.[15]
- Eileen O’Higgins com a Mary Beaton, assistenta de Maria I d'Escòcia[16]
- Izuka Hoyle com a Mary Seton, assistenta de Maria I d'Escòcia.
- Liah O’Prey com a Mary Livingston, assistenta de Maria I d'Escòcia
- Alex Beckett com a Walter Mildmay, Chancellor of the Exchequer anglès (ministre d'hisenda)[a][17]
- Simon Russell Beale com a Robert Beale

## Producció

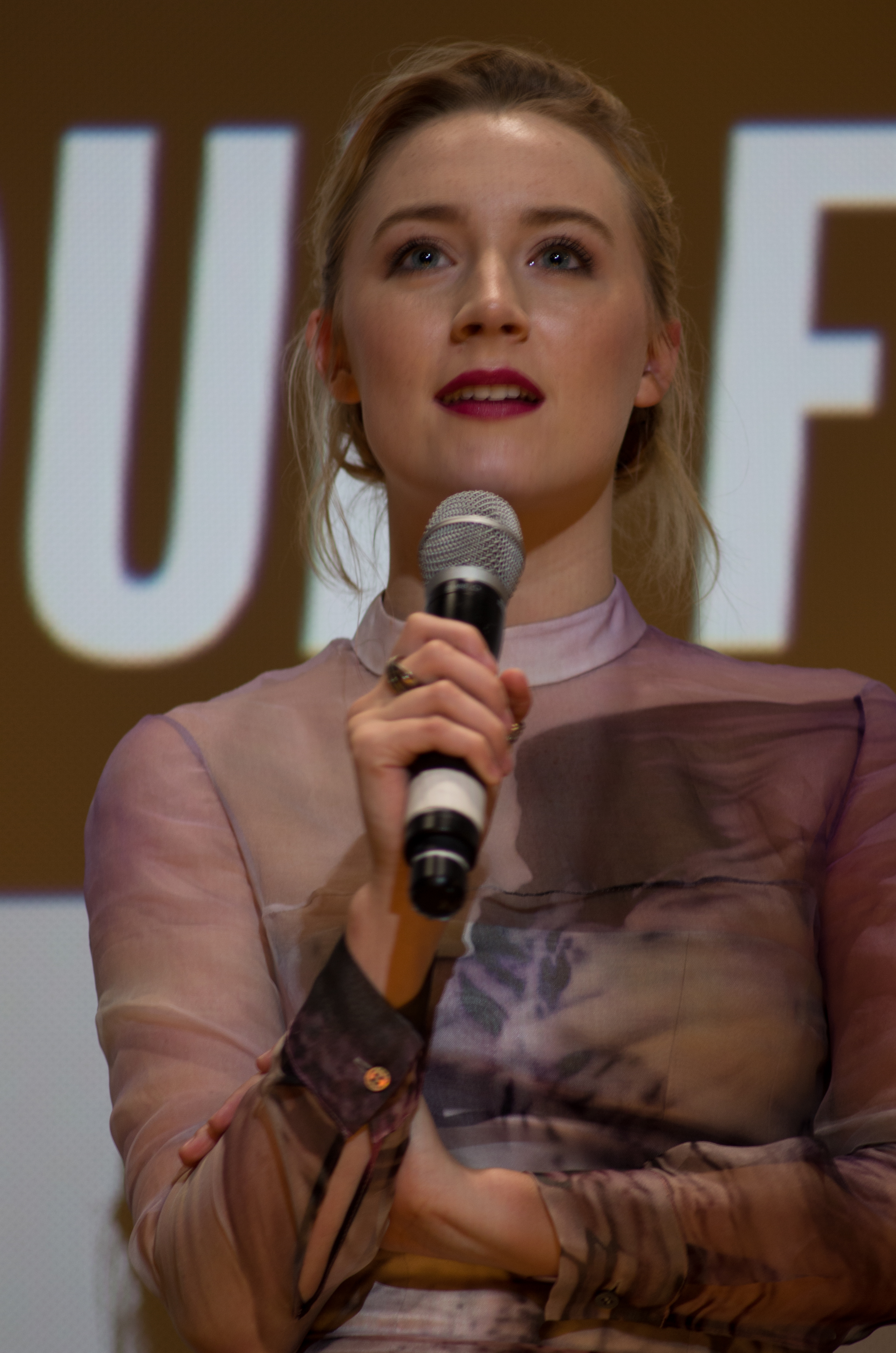
Saoirse Ronan, actriu que interpreta Maria I d'Escòcia.

En un principi la pel·lícula havia de ser protagonitzada per Scarlett Johansson, i estava previst començar-ne el rodatge l'estiu de 2007 amb un pressupost de 25-30 milions d'euros. Després que Johansson l'abandonés, la pel·lícula es va veure immersa en un infern de desenvolupament durant diversos anys. El 9 d'agost de 2012, es va anunciar que Saoirse Ronan interpretaria el paper de Maria I d'Escòcia. El 21 d'abril de 2017, es va anunciar que Margot Robbie faria el paper de reina Elisabet I, i que el rodatge començaria l'agost de 2017. La pel·lícula es basa en la biografia escrita per John Guy: My Heart Is My Own: The Life of Mary Queen of Scots i la produeixen Tim Bevan, Eric Fellner i Debra Hayward de Working Title i James Biggam de HBI Production. Josie Rourke va ser anunciat com a director de la pel·lícula, que tindria el guió adaptat per Beau Willimon.
El 13 de juny de 2017, es va anunciar que Jack Lowden interpretaria Lord Darnley i que Joe Alwyn faria de Robert Dudley. El 22 de juny de 2017 es va comunicar que Martin Compston faria el paper de James Hepburn, quart comte de Bothwell, el tercer marit de Maria. El 23 de juny de 2017, l'actriu Maria-Victoria Dragus es va unir a l'elenc com a Mary Fleming, noble escocesa i amiga d'infantesa de Maria, sent aquesta la primera vegada que actuaria en una pel·lícula de parla anglesa tot i que abans havia actuat a la sèrie d'adolescents australiana Dance Academy. El 17 d'agost de 2017, Brendan Coyle, David Tennant i Guy Pearce es van unir a l'elenc, així com Gemma Chan l'endemà. El 22 d'agost, Ismael Cruz Córdova va ser escollit per interpretar David Riccio, amic íntim de Maria i confident.
Focus Features gestiona els drets domèstics mentre que Universal Pictures s'encarrega de la distribució internacional. L'elenc de la pel·lícula inclou els guardonats per premis Oscar Alexandra Byrne (dissenyadora de vestuari), Jenny Shircore (perruquera i maquilladora) i Chris Dickens (editor); el guanyador d'un premi Emmy James Merifield (dissenyador) i el guanyador d'un BAFTA John Mathieson (cinematògraf).
La filmació va començar el 17 d'agost de 2017 en diverses localitzacions del Regne Unit, incloent-hi Escòcia.

## Estrena
L'estrena mundial va ser la nit de clausura de l'AFI Fest el 15 de novembre de 2018 a Los Angeles, Califòrnia. La pel·lícula es va estrenar el 7 de desembre als Estats Units i el 18 de gener, al Regne Unit. A Espanya s'estrena el 8 de febrer de 2019 i a França, el 27 de febrer de 2019.

## Recepció

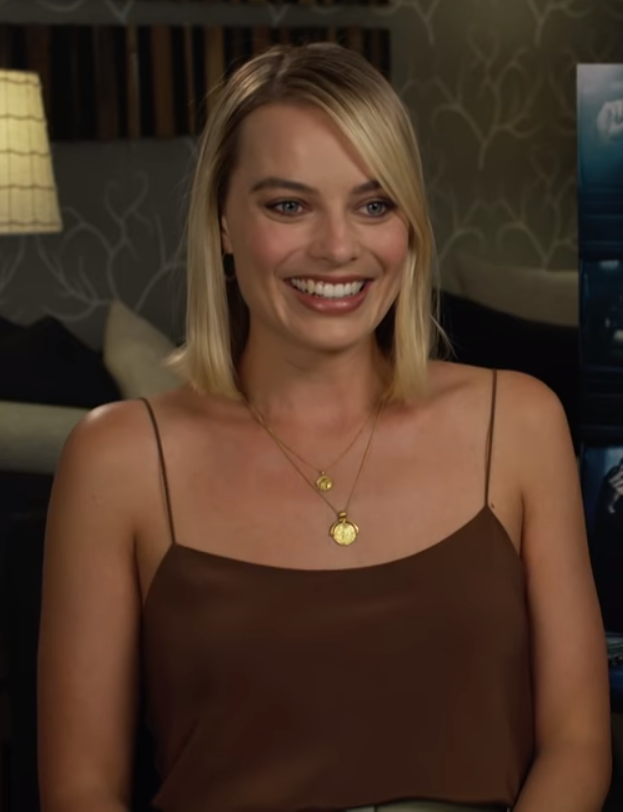
Margot Robbie, actriu que interpreta Elisabet I d'Anglaterra.

### Taquilla
La pel·lícula va guanyar 194.777$ en quatre cinemes el cap de setmana de l'estrena, 48.694$ de mitjana per cinema. Es va projectar a 795 cinemes la tercera setmana, i va recaptar un total de 2,8 milions de dòlars, i a 841 la quarta setmana, i va recaptar 2,7 milions de dòlars.

### Resposta de la crítica
Els crítics van criticar la historicitat de la pel·lícula, l'argument i les escenes sexuals. Emily Yoshida de la pàgina web Vulture de la revista New York va dir "una espècie de no-res de pel·lícula. No és ni una lliçó rigorosa d'història ni una obra particularment interessant de drama i caràcter"; Shane Watson del The Telegraph va titllar-la de "pornografia històrica per la generació d'Instagram"; mentre que A. O. Scott del The New York Times va dir que "els estudiants d'història escocesa se sorprendran en saber que el destí de la nació es va decidir en part per un acte de cunnilingus.
Al web Rotten Tomatoes, la pel·lícula té un índex d'aprovació del 62% basat en 159 ressenyes, amb una puntuació mitjana de 6,2/10. La crítica consensuada de la web diu "Mary Queen of Scots proporciona emocions de política d'època irregulars mentre exhibeix brillantment els talents de les ben trobades actrius de capçalera." A Metacritic, la pel·lícula té una puntuació mitjana agregada de 60/100, basada en 46 crítics, indicant "ressenyes neutrals". Audiències enquestades per PostTrak van donar 2,5 estrelles sobre i un 38% la va "recomanar completament".
Alex Hudson d'Exclaim! li va donar una puntuació de 6/10, i va escriure "La verdadera estrella no és Maria, sinó Elisabet - interpretada magistralment per Margot Robbie, que transmet un fi vernís de confiança que amaga un pou profund de neurosi.

### Guardons
| Premi                                   | Data de la cerimònia   | Categoria                                    | Receptor i nominat(s)                          | Resultat  | Ref(s) |
| --------------------------------------- | ---------------------- | -------------------------------------------- | ---------------------------------------------- | --------- | ------ |
| Premis AACTA                            | 14 de novembre de 2018 | Millor actriu secundària                     | Margot Robbie                                  | Nominat   | [ 37 ] |
| Oscar                                   | 24 de febrer de 2019   | Millor vestuari                              | Alexandra Byrne                                | Pendent   | [ 38 ] |
| Oscar                                   | 24 de febrer de 2019   | Millor maquillatge                           | Jenny Shircore, Marc Pilcher, i Jessica Brooks | Pendent   | [ 38 ] |
| Premis BAFTA                            | 10 de febrer de 2019   | Millor vestuari                              | Alexandra Byrne                                | Pendent   | [ 2 ]  |
| Premis BAFTA                            | 10 de febrer de 2019   | Millor maquillatge i perruqueria             | Jenny Shircore                                 | Pendent   | [ 2 ]  |
| Premis BAFTA                            | 10 de febrer de 2019   | Millor actriu secundària                     | Margot Robbie                                  | Pendent   | [ 2 ]  |
| Costume Designers Guild                 | 19 de febrer de 2019   | Excel·lència en film d'època                 | Alexandra Byrne                                | Pendent   | [ 39 ] |
| Critics' Choice Movie Awards            | 13 de gener de 2019    | Millor vestuari                              | Alexandra Byrne                                | Nominat   | [ 40 ] |
| Critics' Choice Movie Awards            | 13 de gener de 2019    | Millor maquillatge                           | Maria I d'Escòcia                              | Nominat   | [ 40 ] |
| Hollywood Film Awards                   | 14 de novembre de 2018 | Premi al maquillatge i perruqueria           | Jenny Shircore, Sarah Kelly i Hannah Edwards   | Guanyador | [ 37 ] |
| Hollywood Music in Media Awards         | 14 de novembre de 2018 | Millor partitura original – Llargmetratge    | Max Richter                                    | Guanyador | [ 41 ] |
| Make-Up Artists and Hair Stylists Guild | 16 de gener de 2019    | Millor pentinat de personatge o d'època      | Jenny Shircore, Marc Pilcher                   | Pendent   | [ 42 ] |
| Make-Up Artists and Hair Stylists Guild | 16 de gener de 2019    | Millor maquillatge de personatge o d'època   | Jenny Shircore, Hannah Edwards, Sarah Kelly    | Pendent   | [ 42 ] |
| Premis Satellite                        | 17 de febrer de 2019   | Millor pel·lícula – Drama                    | Maria I d'Escòcia                              | Pendent   | [ 43 ] |
| Premis Satellite                        | 17 de febrer de 2019   | Millor vestuari                              | Alexandra Byrne                                | Pendent   | [ 43 ] |
| Premis Satellite                        | 17 de febrer de 2019   | Millor actiu de repartiment                  | Margot Robbie                                  | Pendent   | [ 43 ] |
| Screen Actors Guild Awards              | 27 de gener de 2019    | Actuació destacada per una actriu secundària | Margot Robbie                                  | Nominat   | [ 44 ] |